# Lissopterus
Lissopterus is een geslacht van kevers uit de familie van de loopkevers (Carabidae). De wetenschappelijke naam van het geslacht is voor het eerst geldig gepubliceerd in 1843 door George Robert Waterhouse.

## Soorten
Het geslacht Lissopterus omvat de volgende soorten:
- Lissopterus hyadessi Fairmaire, 1885
- Lissopterus quadrinotatus Waterhouse, 1843